# ティトゥス・プッロ
ティトゥス・プッロ（Titus Pullo, 紀元前1世紀）は、ユリウス・カエサルの『ガリア戦記』の中で言及される人物。第11軍団クラウディアのケントゥリオを務めていた。同じような人物にルキウス・ウォレヌスがおり、2人は昇進の競争相手同士であった。
『ガリア戦記』第5巻44章の記述によると、2人はプリムス・ピルスの地位を巡って競い合う間柄だったらしい。紀元前54年にネルウィイ族の攻撃があり、クィントゥス・トゥッリウス・キケロの指揮下にあった彼らは戦闘状態に入った。まずウォレヌスの支援でプッロが敵に猛攻をしかけ、傷を負って敵に包囲されたが、ウォレヌスが援護、敵に急行し、近接戦闘をしかけた。背後の敵をなぎ倒した際に足を沼地に奪われ転び、敵に攻撃をしかけられた。しかし負傷したプッロは援護のため敵に攻撃、多数の敵を倒して友軍の喝采の中退却した。
その後にもプッロの消息は残っている。紀元前48年、マルクス・アントニウス指揮下の軍団のひとつが孤立、降伏を余儀なくされる。プッロはこの時指揮する立場にあり、ポンペイウスの側に立って戦っていた。また彼はファルサルスの戦いの直前にカエサルの軍の攻撃からポンペイウスの野営地を防戦している。